# Notoligotoma nitens
Notoligotoma nitens är en insektsart som beskrevs av Davis 1936. Notoligotoma nitens ingår i släktet Notoligotoma och familjen Notoligotomidae. Inga underarter finns listade i Catalogue of Life.